# فريدريك فون هيون
فريدريك فون هيون (بالألمانية: Friedrich von Huene)‏ (22 مارس 1875 - 4 مارس 1960)، هو عالم أحياء ألماني، ساهم في اكتشاف العديد من الأحفورات والمتحجرات للكثير من الديناصورات. حيث ساهم باكتشاف أكثر من 35 عينة،